# Tamphana inferna
Tamphana inferna is een vlinder uit de familie van de Apatelodidae (Bombycidae). De wetenschappelijke naam van de soort is voor het eerst geldig gepubliceerd in 1916 door Paul Dognin.